# Индијан Фолс (Калифорнија)
Индијан Фолс (енгл. Indian Falls) насељено је место без административног статуса у америчкој савезној држави Калифорнија.

## Демографија
По попису из 2010. године број становника је 54, што је 17 (45,9%) становника више него 2000. године.
| Група             | 2000.      | 2010.      |
| Белци             | 36 (97,3%) | 47 (87,0%) |
| Афроамериканци    | 0 (0,0%)   | 0 (0,0%)   |
| Азијати           | 1 (2,7%)   | 1 (1,9%)   |
| Хиспаноамериканци | 0 (0,0%)   | 4 (7,4%)   |
| Укупно            | 37         | 54         |